# 712

## Nașteri
- Tu Fu (Du Fu), poet chinez din perioada dinastiei Tang (d. 770)

## Decese
- Ansprand, rege al longobarzilor în 712 (n.c. 657)
- Aripert al II-lea (Aribert), rege al longobarzilor din 701 (n. ?)